# Trmice
Trmice − miasto w Czechach, w kraju ujskim.
Według danych z 31 grudnia 2003 powierzchnia miasta wynosiła 666 ha, a liczba jego mieszkańców 2 862 osób.

## Demografia
| Rok             | 1970  | 1980  | 1991  | 2001  | 2003  |
| --------------- | ----- | ----- | ----- | ----- | ----- |
| Liczba ludności | 4 950 | 3 957 | 1 824 | 2 691 | 2 862 |

Źródło: Czeski Urząd Statystyczny

## Współpraca
- Königstein/Sächsische Schweiz, Niemcy